# 小川和幸
小川 和幸（おがわ かずゆき、5月23日 - ）は、北海道放送の社員で、同局の元アナウンサー。

## 来歴
東京都狛江市出身。中央大学経済学部卒業。
大学を卒業後、1991年に北海道放送に入社。アナウンサー時代には編成制作局（後の編成局、メディア戦略局）アナウンス部に所属していた。2016年にはアナウンス部長に就任している。
2020年9月26日付の人事異動で帯広放送局長兼釧路放送局長に就任（後任のアナウンス部長は牧野秀章）。その後、2022年7月1日付の人事異動で局長職を離れ、オーディオビジネス局編成制作部マネジャーに転任した。

## 担当番組

### テレビ番組
- ほっとないとHOKKAIDO - 「怪傑調査室」リポーター
- おはようクジラ（TBS） - リポーター[1]
- スポーツ中継[1]
- テレポート2000 - キャスター
- Hana*テレビ - 「小川WATCH」担当、金曜特集担当

### ラジオ番組
- シャ・ラ・ラジオ（釧路ローカル）[要出典]
- 夕刊おがわニュースカウントダウン → 夕刊おがわ → 夕刊おがわR
- ヨルカン
- FIGHTERS RADIO![7]
- にちようサウンドボックス[8]